# Pierre Spies
Pierre Johan Spies (Pretoria, 8 giugno 1985) è un ex rugbista a 15 sudafricano che giocava come terza linea centro. A livello internazionale ha disputato 53 incontri con la maglia del Sudafrica, tra cui tutte le partite della Coppa del Mondo di rugby 2011.

## Biografia
In gioventù praticante, oltre al rugby, atletica, nuoto, tennis e cricket, rappresentò in quest'ultima disciplina il Northern Province.
Laureato all'Università di Pretoria in ingegneria civile esordì da professionista nel Super 12 2005 con la maglia dei Bulls contro gli Highlanders a Dunedin; nel 2006 esordì negli Springbok durante il Tri Nations contro l'Australia a Brisbane.
Nel 2007 si aggiudicò con i Bulls il Super 14, impresa poi ripetuta nel 2009 e nel 2010.
Titolare fisso in Nazionale, ha disputato con il Sudafrica la Coppa del Mondo di rugby 2011 in Nuova Zelanda.

## Palmarès
- Super Rugby: 3
Bulls: 2007, 2009, 2010
- Currie Cup: 1
Blue Bulls: 2006, 2009
- Challenge Cup: 1
Montpellier: 2015-16